# Šúrovce

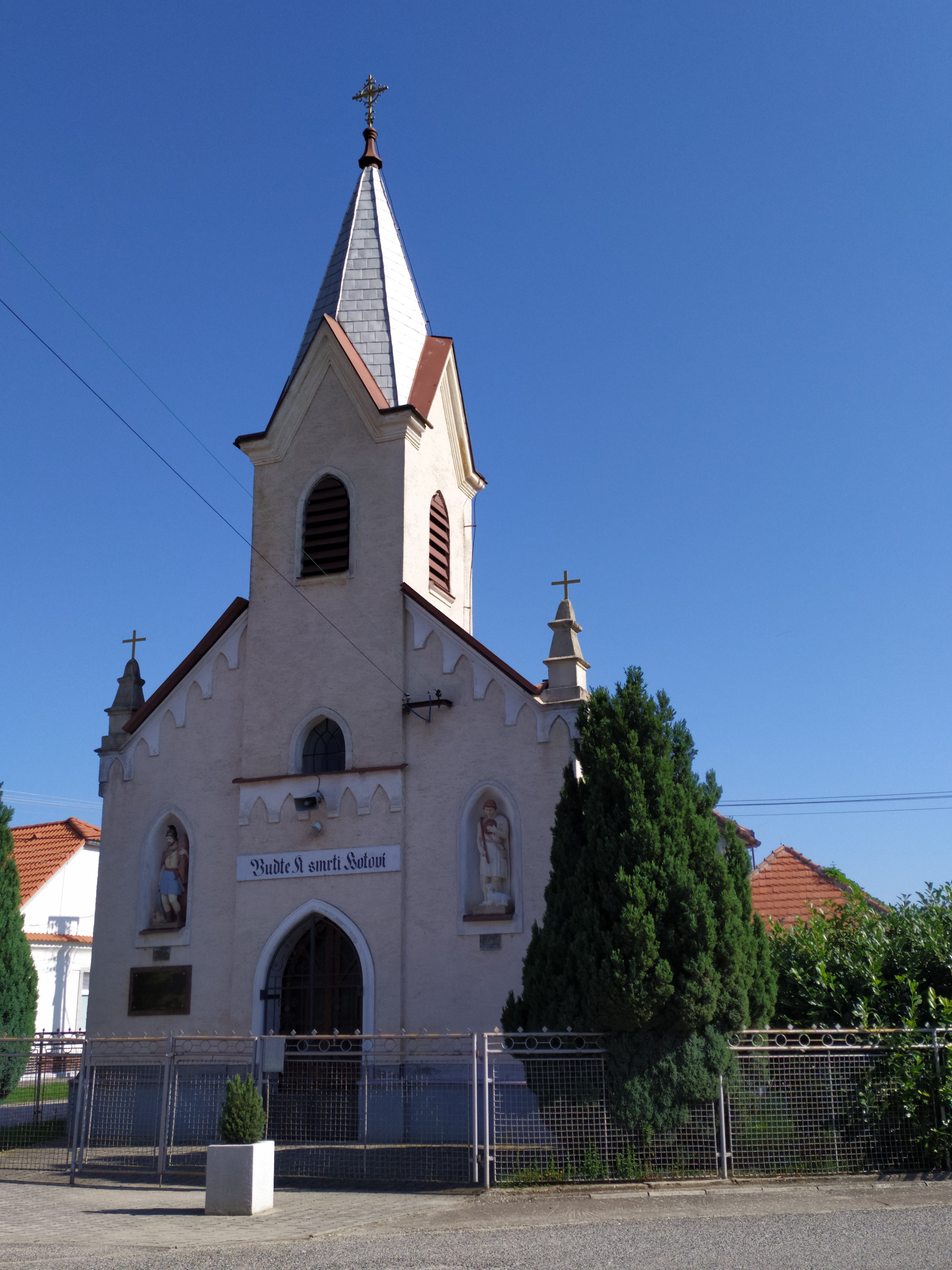
Kapelle in Šúrovce

Šúrovce (deutsch Schur, ungarisch Súr) ist eine Gemeinde im Westen der Slowakei mit 2245 Einwohnern (Stand 31. Dezember 2024). Sie gehört zum Okres Trnava, einem Unterteil des Trnavský kraj.

## Geographie
Die Gemeinde befindet sich im Donauhügelland (Teil des slowakischen Donautieflands) am rechten Ufer der Waag und unweit des Dudváh, mit Teil des Gemeindegebiets am linken Waag-Ufer. Das Ortszentrum liegt auf einer Höhe von 131 m n.m. und ist sechs Kilometer von Sereď sowie 13 Kilometer von Trnava gelegen.
Verwaltungstechnisch gliedert sich die Gemeinde in die Ortsteile Šúrovce und Varov Šúr.

## Geschichte
Die heutige Gemeinde entstand 1944 durch Zusammenschluss der Orte Veľké Šúrovce (deutsch Großschur) und Zemianske Šúrovce. 1955 wurde Valtov Šúr, 1973 Varov Šúr eingemeindet.
Die einzelnen Orte wurden zum ersten Mal 1241 (Veľké Šúrovce), 1256 (Zemianske Šúrovce), 1423 (Varov Šúr) und 1426 (Valtov Šúr) schriftlich erwähnt. 1430 ereignete sich im Ort eine Schlacht zwischen dem Heer von Sigismund von Luxemburg und den Hussiten. Die Orte gehörten zu Herrschaftsgütern von Freistadtl, Schintau und Lanschütz; ein bedeutender Grundbesitzer war unter anderem das Adelsgeschlecht Esterházy.

## Bevölkerung
| Jahr                | 1994 | 2004    | 2014    | 2024    |
| ------------------- | ---- | ------- | ------- | ------- |
| Anzahl der Personen | 2163 | 2213    | 2329    | 2245    |
| Unterschied         |      | +2,31 % | +5,24 % | −3,60 % |

| Jahr                | 2023 | 2024    |
| ------------------- | ---- | ------- |
| Anzahl der Personen | 2225 | 2245    |
| Unterschied         |      | +0,89 % |

Ergebnisse der Volkszählung 2001 (2211 Einwohner):
| Nach Ethnie: - 98,15 % Slowaken - 0,36 % Roma - 0,32 % Tschechen - 0,27 % Ungarn |  | Nach Religion: - 93,71 % römisch-katholisch - 3,44 % konfessionslos - 2,35 % keine Angabe - 0,50 % evangelisch |

## Sehenswürdigkeiten
- römisch-katholische Kirche St. Michael von 1811
- Kapelle Schmerzhafte Maria von 1869 (Ortsteil Zemianske Šúrovce)
- Kirche St. Joseph von 1885, erbaut nach Ertränkung von 14 Pfarrleute in der Waag (Ortsteil Varov Šúr)
- Kirche Herzen Gottes von 1910, erbaut nach einer Spende der amerikanischen Slowaken (Ortsteil Valtov Šúr)

## Persönlichkeiten
- Akiba Eisenberg (1908–1983), Oberrabbiner der Israelitischen Kultusgemeinde in Wien nach dem Zweiten Weltkrieg